# Selecció de rugbi XV d'Austràlia
La selecció de rugbi d'Austràlia és l'equip oficial de rugbi a 15 d'Austràlia. A aquest equip se'l coneix també amb el sobrenom Ualabis (Ualabi o Ualabis-Qantas per raons publicitàries) i competeix anualment amb Argentina, Nova Zelanda i Sud-àfrica en el Rugbi Championship, en la qual també disputen la copa Bledisloe amb Nova Zelanda, la Mandela Challenge Plate amb Sud-àfrica i el Trofeu Puma amb Argentina. Austràlia està actualment (finals d'agost de 2015) la segona del ránking mundial de rugbi.
Està controlada per la Australian Rugbi Union (ARU). És una de les seleccions de rugbi més competitives del món. Ha participat en les set copes del món de rugbi i té el rècord (compartit amb les seleccions sud-africana i neozelandesa) d'haver guanyat la Copa Mundial de Rugbi en dues ocasions, en les edicions de 1991 contra Anglaterra i 1999 contra França, ambdues disputades a Europa (sent l'únic a aconseguir tal assoliment), de la mà del seu mític capità John Eales. Austràlia també va perdre en la final després de la pròrroga amb Anglaterra en la competició de 2003.
Once jugadors han estat reconeguts dins del Saló de la Fama del Rugbi o el Saló de la Fama del IRB. Tres són membres solament del Saló Internacional, quatre són membres solament del Saló del IRB (un dels quals ho va aconseguir per mèrits aliens a la competició) i quatre són membres de tots dos Salons de la Fama: David Campese, Ken Catchpole, John Eales i Mark Ella.

## Austràlia a la Copa del Món

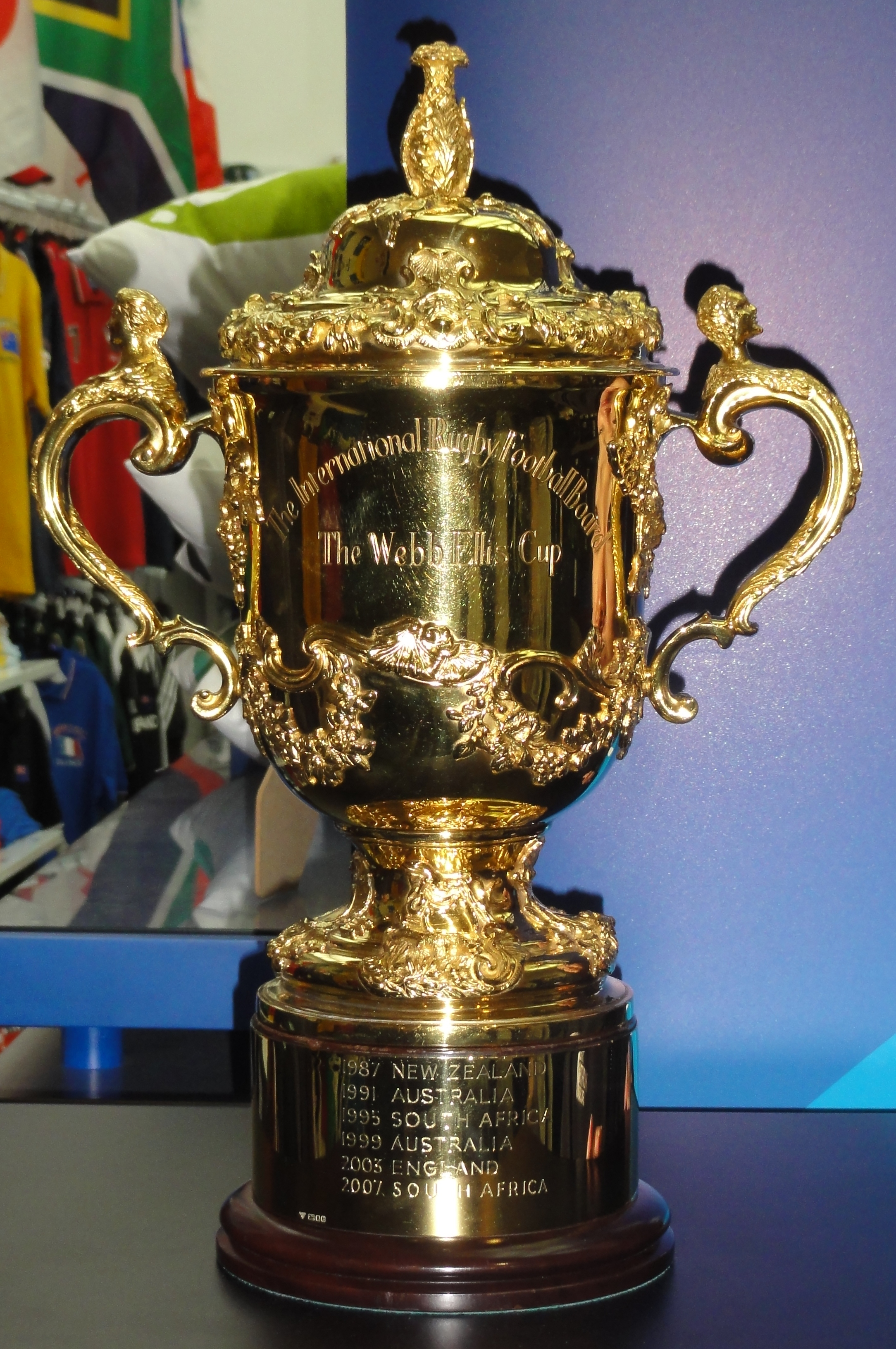
Copa Webb Ellis, Austràlia la va guanyar el 1991 i el 1999.

La Selecció de rugbi d'Austràlia ha participat en 7 edicions de la Copa del Món de Rugbi, ha disputat 3 finals i ha guanyat 2 títols (juntament amb Nova Zelanda i Sud-àfrica els més guanyadors). En l'edició de 1987 va acabar quarta, després de perdre 30-24 contra França en les semifinals, i caure en el partit pel tercer lloc per 22-21 davant Gal·les. En 1991 es consagraria campió vencent en les semifinals al favorit Nova Zelanda per 17-14 i després en la final venceria al local Anglaterra per 12-6. En 1995 seria eliminat en quarts de final després de perdre davant Anglaterra per 25-22. En 1999 es convertiria al primer país a guanyar per segona vegada la Copa Webb Ellis després de vèncer en quarts de final al local Gal·les, en les semifinals va vèncer a l'últim campió Sud-àfrica per 27-21 en temps extra i en la final va derrotar a França per 35-12. En 2003 sent el país amfitrió va vèncer en la semifinal a Nova Zelanda (gran favorit), en la final va caure davant Anglaterra en temps extra per 20-17, després d'un recordat "drop" anotat per Jonny Wilkinson. En 2007 serien derrotats per 12-10, en quarts de final, novament per Anglaterra. En 2011 van perdre en semifinals davant el local i campió Nova Zelanda, però es quedarien amb el tercer lloc després de vèncer a Gal·les per 21-18.

### Balanç d'Austràlia a la Copa del Món
| Selecció  | 1987 | 1991 | 1995   | 1999 | 2003 | 2007   | 2011 | 2015 |
| --------- | ---- | ---- | ------ | ---- | ---- | ------ | ---- | ---- |
| Austràlia | 4t   | 1r   | 1/4 f. | 1r   | 2n   | 1/4 f. | 3r   | 2n   |

## Austràlia en el campionat Tres Nacions (1996-2011)
La Selecció de rugbi d'Austràlia al costat de les seleccions de Nova Zelanda i Sud-àfrica van començar a disputar, l'any 1996, el Torneig de les Tres nacions que reunia a les 3 potències del rugbi de l'hemisferi sud. Els Uallabies es van coronar campions en les edicions de 2000, 2001 i 2011.
| Selecció     | Partits | Partits | Partits | Partits | Punts   | Punts    | Punts | Punts bonus | Taula de punts | Copes guanyades |
| Selecció     | Jug.    | Gan.    | Emp.    | Per.    | a favor | en cont. | dif.  | Punts bonus | Taula de punts | Copes guanyades |
| ------------ | ------- | ------- | ------- | ------- | ------- | -------- | ----- | ----------- | -------------- | --------------- |
| Nova Zelanda | 72      | 50      | 0       | 21      | 1936    | 1395     | +541  | 32          | 232            | 10              |
| Austràlia    | 72      | 29      | 1       | 43      | 1531    | 1721     | - 190 | 34          | 140            | 3               |
| Sud-àfrica   | 72      | 28      | 1       | 42      | 1480    | 1831     | -351  | 24          | 138            | 3               |

## Austràlia en el Rugbi Championship (des de 2012)

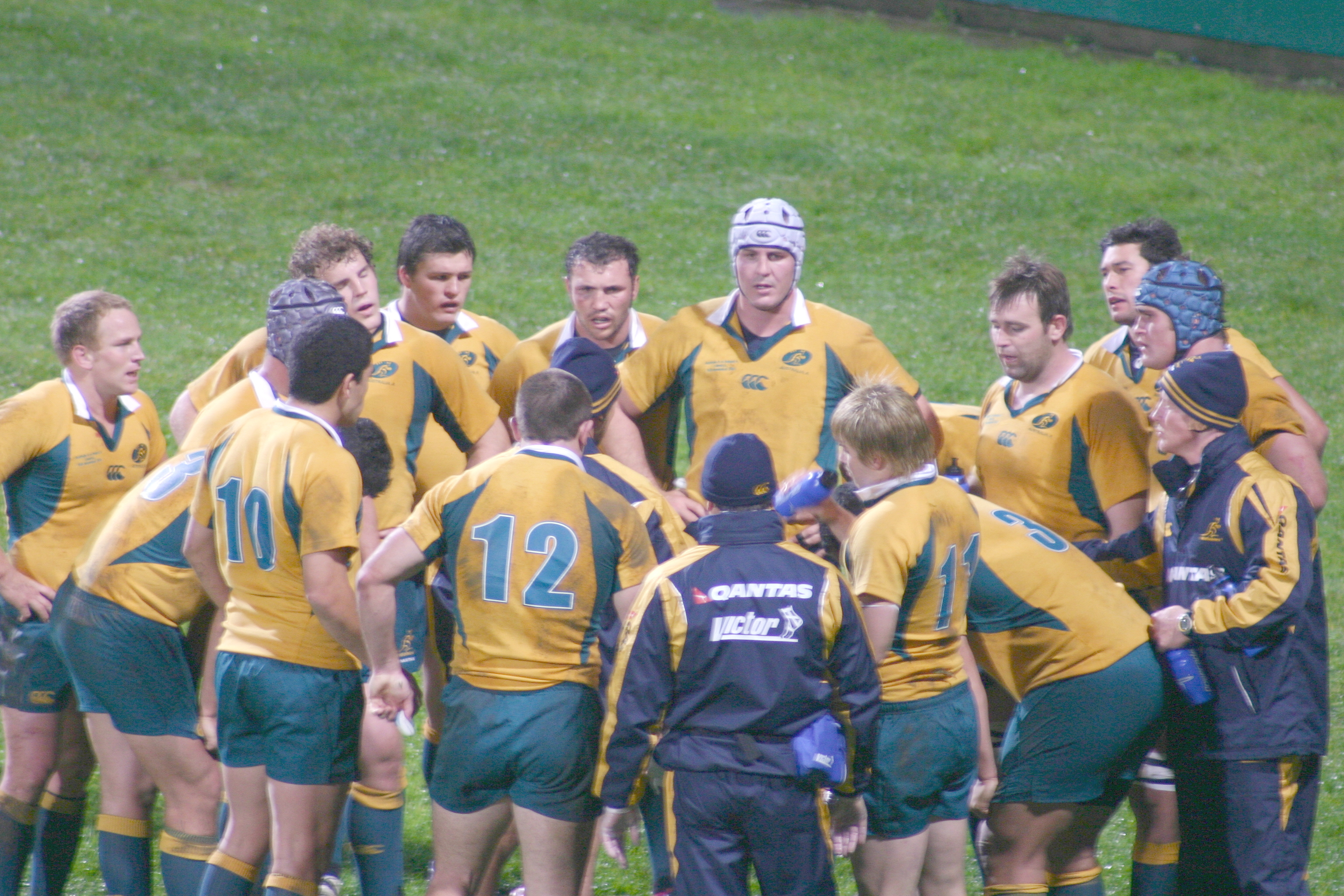
La selecció de rugbi d'Austràlia

A partir de l'any 2012 Austràlia, Nova Zelanda, Sud-àfrica i Argentina disputen el Rugbi Championship, un torneig anual que ajunta a les 4 seleccions de rugbi més poderoses de l'hemisferi sud. En la seva primera edició Austràlia va acabar en la segona posició.
| Campionat de rugbi (2012 – ) | Campionat de rugbi (2012 – ) | Campionat de rugbi (2012 – ) | Campionat de rugbi (2012 – ) | Campionat de rugbi (2012 – ) | Campionat de rugbi (2012 – ) | Campionat de rugbi (2012 – ) | Campionat de rugbi (2012 – ) | Campionat de rugbi (2012 – ) | Campionat de rugbi (2012 – ) | Campionat de rugbi (2012 – ) |
| Nació                        | Partits                      | Partits                      | Partits                      | Partits                      | Punts                        | Punts                        | Punts                        | Punts extra                  | Taula de punts               | Campionats                   |
| Nació                        | jugats                       | guanyats                     | retirats                     | perduts                      | a favor                      | en contra                    | dif                          | Punts extra                  | Taula de punts               | Campionats                   |
| ---------------------------- | ---------------------------- | ---------------------------- | ---------------------------- | ---------------------------- | ---------------------------- | ---------------------------- | ---------------------------- | ---------------------------- | ---------------------------- | ---------------------------- |
| Nova Zelanda                 | 21                           | 18                           | 1                            | 2                            | 628                          | 337                          | +291                         | 11                           | 85                           | 3                            |
| Austràlia                    | 21                           | 10                           | 1                            | 10                           | 434                          | 515                          | −81                          | 3                            | 45                           | 1                            |
| Sud-àfrica                   | 21                           | 10                           | 1                            | 10                           | 522                          | 424                          | +98                          | 10                           | 52                           | 0                            |
| Argentina                    | 21                           | 2                            | 1                            | 18                           | 337                          | 645                          | −308                         | 8                            | 18                           | 0                            |

Actualització: 8 d'agost de 2015 
 Fonts: espnscrum.com

## Estadístiques
Austràlia ha guanyat 296 de 581 partits oficials jugats, un rècord d'aproximadament el 51%. Quan es van introduir els World Rugbi Rànquing IRB en 2003 Austràlia estava la quarta. Des de llavors el lloc més alt que ha aconseguit Austràlia ha estat el segon, i el més sota el sisè.
Aquí està una taula dels partits oficials jugats per l'equip XV d'Austràlia fins al 15 d'agost de 2015:
| Adversari                  | Jugats | Guanyats | Perduts | Empatats | % Efectivitat |
| -------------------------- | ------ | -------- | ------- | -------- | ------------- |
| Argentina                  | 24     | 18       | 5       | 1        | 75.00         |
| Canadà                     | 6      | 6        | 0       | 0        | 100.00        |
| Corea del Sud              | 1      | 1        | 0       | 0        | 100.00        |
| Escòcia                    | 28     | 19       | 9       | 0        | 67.86         |
| Espanya                    | 1      | 1        | 0       | 0        | 100.00        |
| Estats Units               | 7      | 7        | 0       | 0        | 100.00        |
| Fiji                       | 19     | 16       | 2       | 1        | 84.21         |
| França                     | 46     | 26       | 18      | 2        | 56.52         |
| Anglaterra                 | 43     | 24       | 18      | 1        | 55.81         |
| Irlanda                    | 32     | 21       | 10      | 1        | 65.63         |
| Itàlia                     | 16     | 16       | 0       | 0        | 100.00        |
| Japó                       | 4      | 4        | 0       | 0        | 100.00        |
| Lleons Britànic-irlandesos | 23     | 6        | 17      | 0        | 26.09         |
| Namíbia                    | 1      | 1        | 0       | 0        | 100.00        |
| Nova Zelanda               | 154    | 42       | 105     | 7        | 27.27         |
| Nova Zelanda XV            | 24     | 6        | 18      | 0        | 25.00         |
| Nova Zelanda Maorí         | 16     | 8        | 6       | 2        | 50.00         |
| Pacific Islanders          | 1      | 1        | 0       | 0        | 100.00        |
| Romania                    | 3      | 3        | 0       | 0        | 100.00        |
| Rússia                     | 1      | 1        | 0       | 0        | 100.00        |
| Samoa                      | 5      | 4        | 1       | 0        | 80.00         |
| Sud-àfrica                 | 81     | 35       | 45      | 1        | 43.21         |
| Sud-àfrica XV              | 3      | 0        | 3       | 0        | 0.00          |
| Tonga                      | 4      | 3        | 1       | 0        | 75.00         |
| Gal·les                    | 38     | 27       | 10      | 1        | 71.05         |
| Total                      | 581    | 296      | 268     | 17       | 50.95         |

## Selecció actual
El 21 d'agost de 2015, Michael Cheika va anunciar la seva selecció de 31 jugadors per a la Copa Mundial de Rugbi de 2015.
| Jugador                 | Posició      | Naixement  | Caps | Club                     |
| ----------------------- | ------------ | ---------- | ---- | ------------------------ |
| James Hanson            | Talonador    | 15/09/1988 | 9    | Reds                     |
| Stephen Moore (capità)  | Talonador    | 20/01/1983 | 96   | Brumbies                 |
| Tatafu Polota-Nau       | Talonador    | 26/07/1985 | 53   | Waratahs                 |
| Greg Holmes             | Pilier       | 11/06/1983 | 17   | Reds                     |
| Sekope Kepu             | Pilier       | 05/02/1986 | 56   | New South Wales Waratahs |
| Scott Sio               | Pilier       | 16/10/1992 | 9    | Brumbies                 |
| James Slipper           | Pilier       | 06/07/1989 | 67   | Reds                     |
| Toby Smith              | Pilier       | 10/10/1988 | 0    | Rebels                   |
| Sam Carter              | Segona línia | 10/09/1989 | 11   | Brumbies                 |
| Kane Douglas            | Segona línia | 01/06/1989 | 15   | Reds                     |
| Dean Mumm               | Segona línia | 05/03/1984 | 36   | Waratahs                 |
| Rob Simmons             | Segona línia | 19/05/1989 | 52   | Reds                     |
| Will Skelton            | Segona línia | 06/04/1978 | 12   | Waratahs                 |
| Scott Fardy             | Flanker      | 05/07/1984 | 24   | Brumbies                 |
| Michael Hooper          | Flanker      | 29/10/1991 | 46   | Waratahs                 |
| Sean McMahon            | Flanker      | 18/06/1994 | 3    | Rebels                   |
| David Pocock            | Flanker      | 23/04/1988 | 50   | Brumbies                 |
| Ben McCalman            | número 8     | 18/03/1988 | 40   | Force                    |
| Wycliff Palu            | número 8     | 27/07/1982 | 55   | Waratahs                 |
| Will Genia              | Mitjà melé   | 17/01/1988 | 59   | Reds                     |
| Nick Phipps             | Mitjà melé   | 09/01/1989 | 31   | Waratahs                 |
| Quade Cooper            | Mig obertura | 05/04/1988 | 56   | Reds                     |
| Bernard Foley           | Mig obertura | 08/09/1988 | 20   | New South Wales Waratahs |
| Kurtley Beale           | Centre       | 06/01/1989 | 52   | Waratahs                 |
| Matt Giteau             | Centre       | 29/09/1982 | 95   | Toulon                   |
| Tevita Kuridrani        | Centre       | 31/03/1991 | 24   | Brumbies                 |
| Matt Toomua             | Centre       | 02/01/1990 | 25   | Brumbies                 |
| Adam Ashley-Cooper (vc) | Ala          | 27/03/1984 | 108  | New South Wales Waratahs |
| Rob Horne               | Ala          | 15/08/1989 | 26   | Waratahs                 |
| Drew Mitchell           | Ala          | 26/03/1984 | 65   | Toulon                   |
| Taqele Naiyaravoro      | Ala          | 07/12/1991 | 0    | Waratahs                 |
| Henry Speight           | Ala          | 25/03/1988 | 3    | Brumbies                 |
| Joe Tomane              | Ala          | 02/02/1990 | 15   | Brumbies                 |
| Israel Folau            | Darrere      | 03/04/1989 | 33   | New South Wales Waratahs |